# إيغور ماركوفيتش
إيغور ماركوفيتش مواليد 16 ديسمبر 1981 في ستنيي، جمهورية يوغوسلافيا الاشتراكية الاتحادية، هو لاعب كرة يد مونتينيغري يلعب كجناح أيسر. مثل منتخب الجبل الأسود لكرة اليد.

## سجل المنافسة
شارك في البطولات التالية:
- بطولة أوروبا لكرة اليد للرجال 2014